# ICE T
Clase 411 de DBAG  y Clase 415 son trenes basculantes de alta velocidad de unidades eléctricas múltiples alemanes en servicio con DB Fernverkehr, comúnmente conocido como ICE T.

## Desarrollo
Tras la exitosa inauguración del sistema Intercity-Express en 1991 y el encargo de desarrollar el ICE 2, en 1994 DB inició planes para mejorar los servicios de larga distancia utilizando líneas convencionales, con velocidades más altas y un nivel de confort cercano al estándar ICE, utilizando Unidades múltiples eléctricas basculantes para reemplazar los trenes InterCity (IC) e InterRegio (IR) arrastrados por locomotoras. DB asignó al proyecto el nombre IC T, donde "T" significa Triebzug (unidad múltiple).
Más tarde, Deutsche Bahn también vio la necesidad de un nuevo tren similar para sus rutas no electrificadas e inició el proyecto ICT-VT, donde "VT" significa Verbrennungstriebwagen (automóvil con motor de combustión interna). Este desarrollo dio como resultado el ICE TD con motor diésel.
Paralelamente, Deutsche Bahn desarrolló los proyectos ICE 3, IC T y ICT-VT. Los trenes comparten un concepto de estilo general, en particular una sección de salón en la parte delantera separada sólo por una pared de vidrio del compartimiento del conductor, con vista hacia las vías. Técnicamente, los trenes comparten muchos componentes y disposición técnica, así como el concepto de tracción distribuida: a diferencia de los diseños ICE 1 e ICE 2, las nuevas unidades no se planificaron con vagones motrices, sino con motores periféricos bajo el suelo, para reduzca la carga por eje (importante para trenes basculantes) y aumente el esfuerzo de tracción.
Al principio se planeó una EMU de tres vagones, pero al final, las consideraciones de capacidad llevaron a la decisión de crear trenes de dos longitudes diferentes, cinco (más tarde clase 415) y siete (más tarde clase 411) vagones, cuyas combinaciones permitir una variedad suficiente de longitudes de trenes con un máximo de tres trenes acoplados (las posibles variaciones son: 5, 7, 10, 12, 14, 15 vagones en total).

## Producción
En 1994, Deutsche Bahn hizo un pedido de 40 trenes, revisado a 43 trenes (32 de la versión de 7 vagones, 11 de la versión de 5 vagones) en 1997.

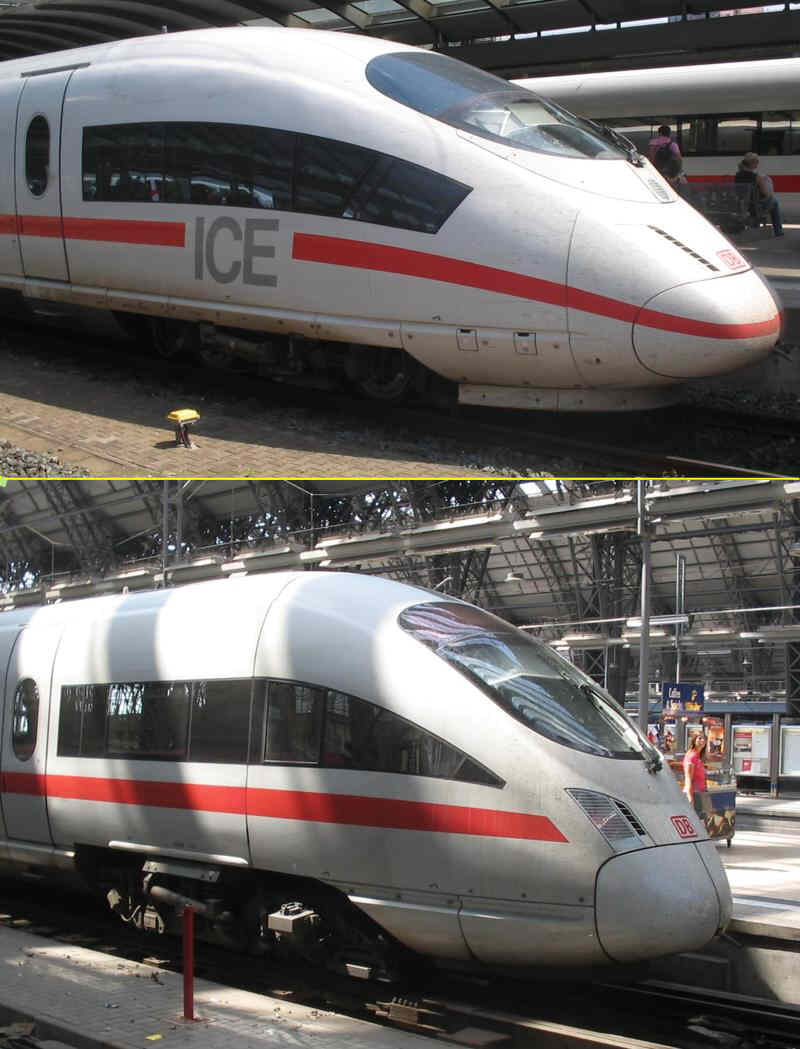
Frentes del ICE 3 (arriba) e ICE T (abajo).

Los trenes fueron producidos por un consorcio liderado por DWA y en el que participan Siemens, Duewag y Fiat Ferroviaria. DWA (luego absorbida por Bombardier) produjo los autos finales, Duewag (propiedad de Siemens, luego fusionada con la empresa matriz) los autos intermedios, Siemens suministró la electrónica y otras piezas principales, y Fiat Ferroviaria (posteriormente comprada por Alstom) suministró los bogies y la tecnología de basculamiento.
La tecnología de inclinación es un sistema de actuador hidráulico basado en el de los trenes Pendolino italianos de segunda generación ETR 460 y ETR 470. En los bogies Pendolino sólo se acciona un eje. En los automóviles de las clases 411 y 415, el eje interior de ambos bogies está motorizado (configuración (1A)'(A1)').
Después de que el gobierno alemán abandonara el proyecto de una línea Transrapid (maglev) entre Hamburgo y Berlín, Deutsche Bahn decidió mejorar su línea convencional entre las dos ciudades a 230 km/h. Para dar servicio a esta línea y aumentar la capacidad de otras líneas, DB encargó en 2002, 28 trenes adicionales de siete vagones a un consorcio formado por los sucesores de las empresas del anterior, pero esta vez liderado por Siemens. Esto elevó el número total de trenes Clase 411 a 60. Los principales cambios estuvieron dirigidos a reducir costos.

### Clase 441
Los vagones segundo (411.1), tercero (411.2), quinto (411.7) y sexto (411.6) están motorizados, mientras que los vagones finales (411.0 y 411.5) llevan transformadores que alimentan a los dos vagones siguientes. Así, cada tren consta de dos unidades motrices de tres vagones más un vagón intermedio sin motor (411.8). El vagón central se puede quitar y, en teoría, los trenes se pueden complementar con un vagón central adicional.

### Clase 411, segundo lote

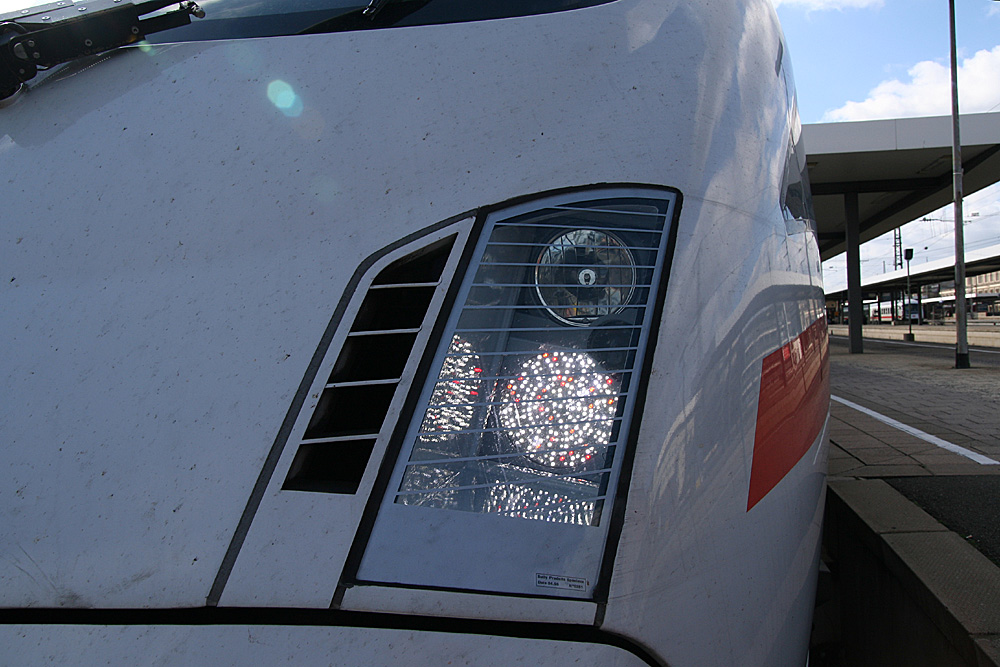
Faros de matriz LED en un segundo lote de clase 411.

El segundo lote de trenes (con números de vagón 411 x51-411 x78) presenta una serie de modificaciones menores, principalmente para reducir los costes de compra y mantenimiento. Las diferencias más visibles en el exterior fueron la falta de una banda en la ventanilla con vidrios polarizados y faros de matriz LED. Las diferencias más evidentes en el interior fueron la eliminación de la radio de a bordo y la sustitución del restaurante por una barra de pie. Los trenes también ofrecen 8 asientos adicionales para un total de 390.

### Clase 415
Cada tren de cinco vagones forma una única unidad de potencia, con tres vagones intermedios motorizados (415.1, 415.7, 415.6) entre dos vagones extremos (415.0, 415.5) que transportan transformadores.
Seis trenes están destinados al servicio nacional, los otros cinco (números de vagón 415 x80-415 x84) al servicio internacional hacia Suiza, por lo que también fueron equipados con el sistema de seguridad ferroviaria suizo y pantógrafos adicionales más estrechos para la red suiza.
El primer tren de la clase 415 se montó en el verano de 1998, cuando comenzaron las pruebas. Las pruebas con el sistema de inclinación activado comenzaron en octubre de 1998. Errores de software retrasaron la puesta en marcha. La primera clase 411 se entregó a principios de 1999.
Poco antes de entrar en servicio, el nombre del producto de los trenes se cambió a ICE T, donde "T" ahora significa la palabra inglesa tilt(ing). (Al mismo tiempo, ICT VT se convirtió en ICE TD.) 

## Historial de servicio
La clase 415 entró en servicio el 31 de mayo de 1999 entre Stuttgart y Zúrich. La clase 411 entró en servicio el 19 de diciembre de 1999 entre Berlín y Düsseldorf vía Magdeburgo. Posteriormente se añadieron las rutas Berlín-Múnich y Fráncfort-Leipzig-Dresde.
El 6 de enero de 2004, una unidad (con los coches numerados 411 x06) se quemó. Sólo los vagones finales permanecieron intactos y se han utilizado como reemplazos temporales de los vagones finales dañados de otras unidades.
A partir de diciembre de 2004, DB puso en servicio el segundo lote de 28 unidades más de la serie 411 en la línea modernizada entre Berlín y Hamburgo. Esta fue la primera vez que el ICE T alcanzó su velocidad máxima de 230 km/h en servicio regular. DB aceptó los trenes adicionales sólo después de que demostraran su fiabilidad en servicio, y todos los trenes fueron entregados antes de la Copa Mundial de la FIFA de 2006. Los trenes se entregaron con una barra de pie en lugar de un restaurante; sin embargo, a partir de 2007, todos han sido reconstruidos con un restaurante.
La mayoría de los trenes se les han asignado nombres de ciudades.
Cuando la capacidad de los trenes de cinco vagones habilitados para Suiza se volvió demasiado baja para los servicios Stuttgart-Zúrich, en 2006 se cambiaron los vagones finales de la clase 415 (que llevan los pantógrafos y el equipo de seguridad del tren) por los de los trenes de la clase 411, de modo que formando trenes de siete vagones adecuados para servicios a Suiza.
Desde el cambio de horario de finales de 2007, 15 trenes de la clase 411 modificados para el servicio en Austria (tres de ellos vendidos a ÖBB) conectan Fráncfort y Viena cada dos horas. Algunos de estos trenes vienen de Dortmund y pasan por Frankfurt hasta Viena.

### Interrupción del servicio
El 24 de octubre de 2008, DB retiró temporalmente del servicio todos los trenes ICE T después de que se encontrara una grieta en un eje de uno de los trenes de la flota de la compañía. Todos los trenes debían ser inspeccionados para detectar grietas similares y repararse según fuera necesario antes de que DB los volviera a poner en servicio. DB decidió dejar de lado los trenes después de consultar con Siemens, Bombardier y Alstom sólo revelaron "información poco clara" sobre la vida útil prevista de los ejes.
A principios de noviembre de 2008, una cuarta parte de los trenes estaban nuevamente en servicio. Las pruebas ultrasónicas se realizaron a una velocidad de dos trenes por semana y se espera que las pruebas en todos los trenes estén terminadas en febrero de 2009. Hasta que se determine la causa de las roturas de los ejes, los trenes controlados funcionan con el sistema de inclinación desactivado.
En enero de 2009, el director general de la Deutsche Bahn, Hartmut Mehdorn, sugirió que sería necesario sustituir los ejes por uno nuevo. El desarrollo, la producción y la instalación de los nuevos ejes tardarían hasta dos años.

## ÖBB 4011

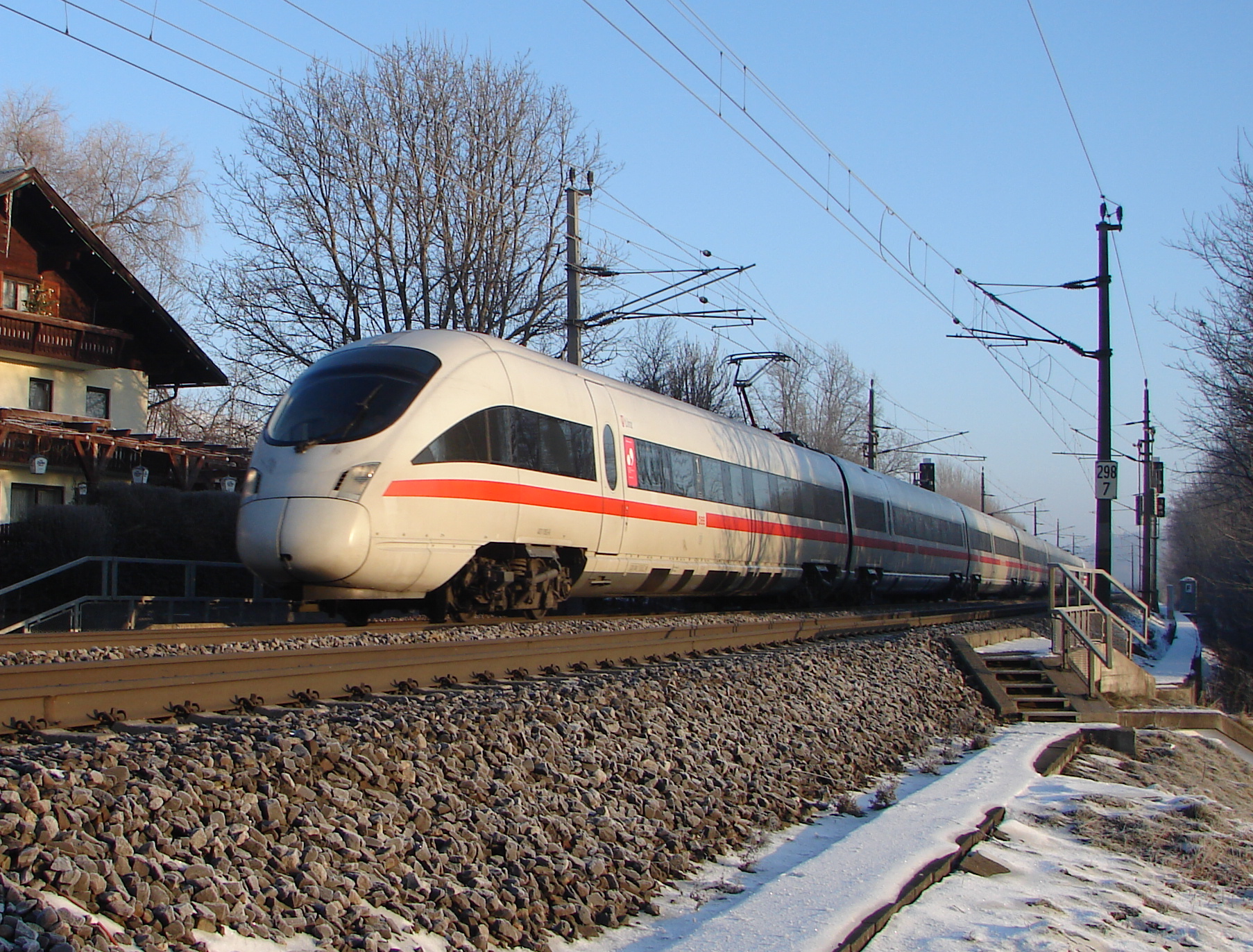
Clase 4011 cerca de Seekirchen am Wallersee en Austria.

Tres unidades de la clase 411 del primer lote se vendieron a la ÖBB de Austria como clase 4011. Han sufrido algunos cambios.